# العلاقات الكندية الكينية
العلاقات الكندية الكينية هي العلاقات الثنائية التي تجمع بين كندا وكينيا.

## مقارنة بين البلدين
هذه مقارنة عامة ومرجعية للدولتين:
| وجه المقارنة                                              | كندا                     | كينيا                         |
| --------------------------------------------------------- | ------------------------ | ----------------------------- |
| المساحة (كم2)                                             | 9.98 مليون               | 581.31 ألف                    |
| عدد السكان (نسمة)                                         | 35.70 مليون              | 48.47 مليون                   |
| الكثافة السكانية (ن./كم²)                                 | 3.58                     | 83.38                         |
| العاصمة                                                   | أوتاوا                   | نيروبي                        |
| اللغة الرسمية                                             | لغة إنجليزية، لغة فرنسية | اللغة السواحلية، لغة إنجليزية |
| العملة                                                    | دولار كندي               | شيلينغ كيني                   |
| الناتج المحلي الإجمالي (بليون دولار)                      | 1.65 تريليون             | 74.94 مليار                   |
| الناتج المحلي الإجمالي (تعادل القوة الشرائية) بليون دولار | 1.59 تريليون             | 142.24 مليار                  |
| الناتج المحلي الإجمالي الاسمي للفرد دولار أمريكي          | 43.25 ألف                | 1.38 ألف                      |
| الناتج المحلي الإجمالي للفرد دولار أمريكي                 | 45.07 ألف                | 2.95 ألف                      |
| مؤشر التنمية البشرية                                      | 0.913                    | 0.548                         |
| رمز المكالمات الدولي                                      | +1                       | +254                          |
| رمز الإنترنت                                              | .ca                      | .ke                           |
| المنطقة الزمنية                                           |                          | ت ع م+03:00                   |

## منظمات دولية مشتركة
يشترك البلدان في عضوية مجموعة من المنظمات الدولية، منها:
| علم المنظمة | اسم المنظمة                               | تاريخ انضمام كندا | تاريخ انضمام كينيا |
| ----------- | ----------------------------------------- | ----------------- | ------------------ |
|             | مؤسسة التنمية الدولية                     | 24 سبتمبر 1960    | 3 فبراير 1964      |
|             | البنك الإفريقي للتنمية                    | ?                 | ?                  |
|             | يونسكو                                    | 4 نوفمبر 1946     | 7 أبريل 1964       |
|             | مؤسسة التمويل الدولية                     | 20 يوليو 1956     | 3 فبراير 1964      |
|             | منظمة حظر الأسلحة الكيميائية              | ?                 | ?                  |
|             | الأمم المتحدة                             | 9 نوفمبر 1945     | 16 ديسمبر 1963     |
|             | الاتحاد الدولي للاتصالات                  | 1 يوليو 1908      | 11 أبريل 1964      |
|             | منظمة الشرطة الجنائية الدولية             | ?                 | ?                  |
|             | البنك الدولي للإنشاء والتعمير             | 27 ديسمبر 1945    | 3 فبراير 1964      |
|             | الاتحاد البريدي العالمي                   | ?                 | ?                  |
|             | المركز الدولي لتسوية المنازعات الاستشارية | 1 ديسمبر 2013     | 2 فبراير 1967      |
|             | وكالة ضمان الاستثمار متعدد الأطراف        | 12 أبريل 1988     | 28 نوفمبر 1988     |
|             | منظمة التجارة العالمية                    | ?                 | 1995               |
|             | الفريق المعني برصد الأرض                  | ?                 | ?                  |
|             | دول الكومنولث                             | ?                 | 12 ديسمبر 1963     |

## وصلات خارجية
- موقع وزارة الخارجية الكندية
- موقع وزارة الخارجية الكينية